# اشلی کانر
اشلی کانر (انگلیسی: Ashleigh Connor; ۳ سپتامبر ۱۹۸۹ – ۲۱ ژوئیهٔ ۲۰۱۱) بازیکن فوتبال اهل استرالیا بود.
از باشگاه‌هایی که در آن بازی کرده‌است می‌توان به باشگاه فوتبال سنترال کوئست مارینرز اشاره کرد.
وی همچنین در تیم‌های ملی فوتبال زیر ۲۳ سال استرالیا و استرالیا بازی کرده‌است.